# Nora Krug

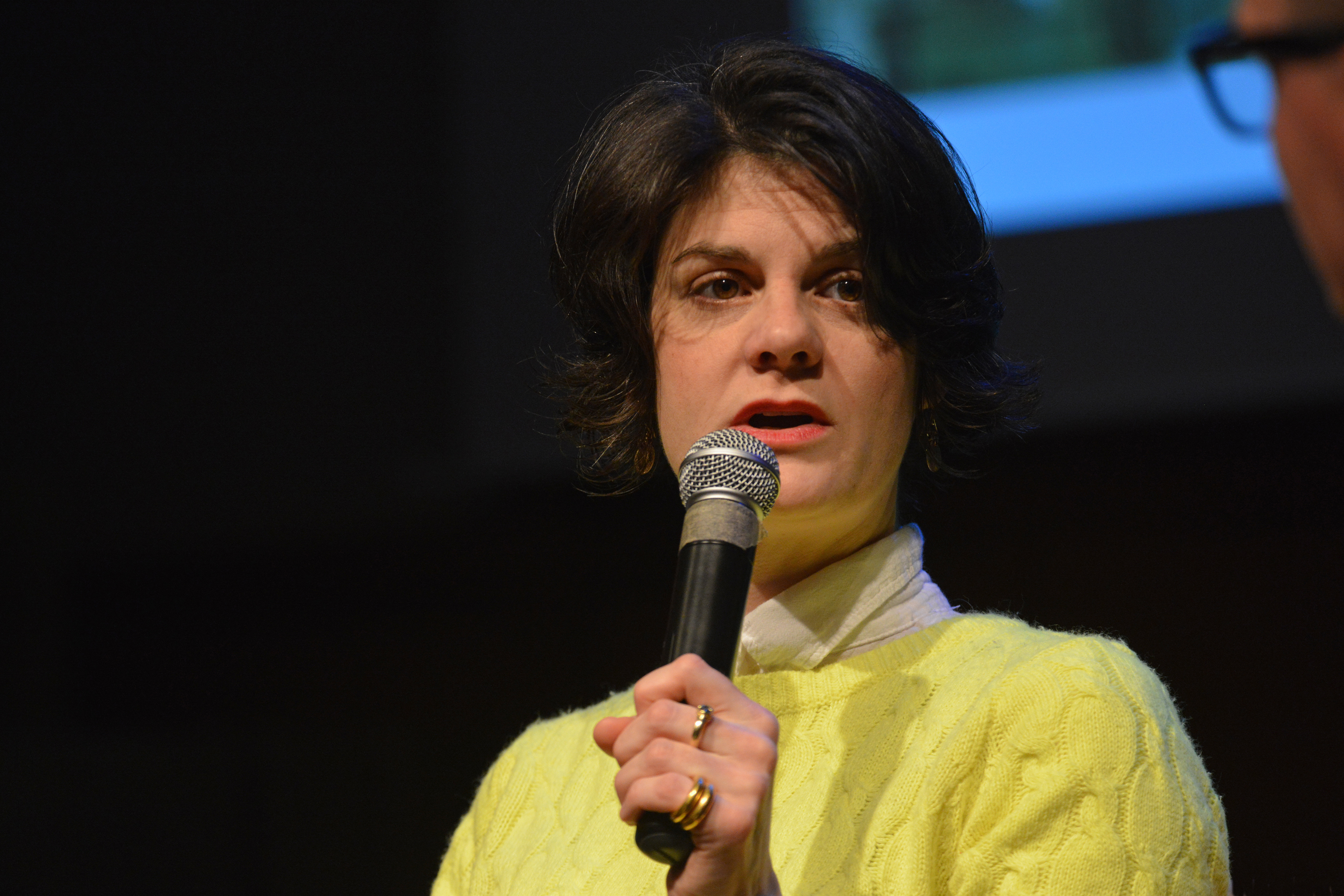
Nora Krug (2019)

Nora Krug (* 1977 in Karlsruhe) ist eine deutsch-amerikanische Illustratorin und Autorin. Sie lebt in New York.

## Leben
Nora Krug wuchs in ihrer Geburtsstadt Karlsruhe auf. Als 16-Jährige war sie auf Schüleraustausch in Kanada. Nach dem Besuch des Gymnasiums studierte sie Performance Design am Liverpool Institute for Performing Arts (Bachelor with Honours) und danach Dokumentarfilm und Illustration an der Universität der Künste Berlin mit einem Abschluss als Diplom-Designerin. Im Jahr 2002 ging sie nach New York, um an der School of Visual Arts in New York darüber hinaus das Fach Illustration as a Visual Essay (M. F. A.) zu studieren.
2005 wurde Nora Krug als Professorin für Illustration und zeichnerische Darstellungstechniken an die Muthesius Kunsthochschule Kiel berufen. 2007 folgte sie dem Ruf auf eine Professur für Illustration an die Parsons School of Design New York City. Seit Herbst 2024 ist Nora Krug Fellow am Fortunoff Video Archive for Holocaust Testimonies der Yale University.
Seit August 2025 hat sie ein Fellowship der American Academy in Berlin inne.
Nora Krug ist deutsche und amerikanische Staatsbürgerin. Sie und ihr Mann haben eine Tochter (geboren 2015) und leben in Lefferts Gardens, Brooklyn.

## Werk
Krugs Arbeiten erscheinen regelmäßig in der New York Times und anderen internationalen Publikationen. Sie ist die Autorin der Graphic Novel Red Riding Hood Redux (Bries, 2011) und des Künstlerbuchs Shadow Atlas (StraneDizioni, 2012). Sie illustrierte das 2011 bei Penguin/Putnam erschienene Kinderbuch My Cold Went on Vacation.
In ihrer mehrfach ausgezeichneten und in zahlreiche weitere Sprachen übersetzten Graphic Memoir Heimat protokolliert Nora Krug die Suche nach ihrer eigenen Familiengeschichte im Kontext der NS-Zeit. So spielt darin ihr Großvater mütterlicherseits, Willi Rock, ein Fahrlehrer in Karlsruhe, eine Rolle, der ihren Recherchen nach zu den Mitläufern des NS-Regimes gehörte und 1933 Mitglied der NSDAP wurde. Er starb 1988, als Krug elf Jahre alt war. Ihr Wissen über die Familienvergangenheit beruht auf seinen Erzählungen, wie sie in Heimat ausführt. Ihr Onkel väterlicherseits, Franz-Karl Krug, fiel 18-jährig im Kriegsjahr 1944 in Norditalien.
Anlass für die Frage nach einer familiären Mitschuld an den Geschehnissen der NS-Zeit war u. a. die Tatsache, dass Krug mit einem amerikanischen Illustrator jüdischer Herkunft verheiratet ist und sie sich durch Begegnungen mit der jüdischen Familie ihres Mannes intensiv mit der Frage einer deutschen Kollektivschuld auseinandersetzte. Die Familie ihres Mannes war noch vor Beginn des Holocaust aus Straßburg und Frankfurt am Main in die USA emigriert. 
Im Oktober 2021 erschien eine von Krug illustrierte Neuausgabe von Timothy Snyders Über Tyrannei: 20 Lektionen für den Widerstand aus dem Jahr 2017.
Krugs Animationen wurden auf dem Sundance Film Festival in Utah gezeigt, ihre illustrierten Biografien für Houghton Mifflin Harcourt, The Best American Series und Best American Non-Required Reading ausgewählt. Die Arbeiten wurden unter anderem durch Gold- und Silbermedaillen der Society of Illustrators und des Art Directors Club of New York ausgezeichnet. Krug gewann Studien- und Forschungsstipendien der John Simon Guggenheim Memorial Foundation, der Pollock-Krasner Foundation, des Maurice Sendak Fellowship, des Deutschen Akademischen Austauschdienstes und des Fulbright Programms. Einige ihrer Veröffentlichungen befinden sich in der Library of Congress. 
Im Jahr 2025 wurde sie für die Poetik-Dozentur der Rheinland-Pfälzischen Technischen Universität Kaiserslautern-Landau (RPTU) ausgewählt. In der Begründung wurde sie als „eine außergewöhnliche künstlerische Stimme der zeitgenössischen politischen Illustration und Literatur“ bezeichnet.

## Auszeichnungen
Für Heimat. Ein deutsches Familienalbum
- 2018: Society of Illustrators (Buchkategorie): Silbermedaille
- 2018: National Book Critics Circle Award, Kategorie Autobiographie
- 2019: Förderpreis zum Schubart-Literaturpreis
- 2019: Evangelischer Buchpreis (als Sachbuch)
- 2019: Lynd Ward Graphic Novel Prize
- 2019: ADC Awards: Gold Cube, Kategorie Buchillustration
- 2019: ADC Awards: Cube, Illustration discipline winner
- 2019: V&A Victoria and Albert Museum Illustration Awards: Gewinnerin Buchillustration
- 2019: V&A „Moira Gemmill Illustrator of the Year 2019“
- 2019: Aufnahme in das American Institute of Graphic Arts 2018 „50 Books 50 Covers“
- 2019: Ludwig-Marum-Preis der SPD Karlsruhe
- 2019: British Book Design and Production awards (Kategorie Graphic Novel)
- 2019: Literary Hub: The 10 Best Memoirs of the Decade – And Then Some[7]
- 2020: Premios del Cómic Aragonés: Beste internationale Arbeit
- 2021: Urhunden-Preis: Beste 2019 veröffentlichte Comic-Übersetzung[8]
- 2023: Gerty-Spies-Literaturpreis

Für Über Tyrannei: Zwanzig Lektionen für den Widerstand
- 2021: The New York Times: The Best Graphic Novels of 2021[9]
- 2021: Deutschlandfunk: Bestenliste Dezember[10]
- 2022: Tagesspiegel: Die besten Comics des Quartals[11]
- 2022: ADC Awards: Silver Cube, Kategorie Illustration[12]
- 2022: Stiftung Buchkunst: Die schönsten deutschen Bücher 2022[13]
- 2022: Buchreport: Comic-Bestenliste 4. Quartal[14]

Für Diaries of War – Im Krieg
- 2023: OPC (Overseas Press Club of America): Bester Cartoon[15]
- 2024: Tagesspiegel: Die besten Comics des Quartals – Platz 6[16]
- 2024: Stiftung Buchkunst: Die schönsten deutschen Bücher 2024 (für die Gestaltung durch RAUM Italic/Barbara Gizzi)[17]
- 2024: Süddeutsche Zeitung: Das Beste von 2024. Die fünf, die bleiben.[18]

## Werke
- Red Riding Hood Redux. Bries 2011, ISBN 978-90-76708-91-1.
- mit Molly Rausch: My Cold Went on Vacation. Penguin/Putnam 2011, ISBN 978-0-399-25474-1.
- Shadow Atlas. StranEdizioni 2012.
- Illustrationen zu Joseph von Eichendorff: Der Jäger Abschied (The Hunters’ Farewell). Corraini 2013, ISSN 1972-2842.
- Heimat. Ein deutsches Familienalbum. Penguin, München 2018, ISBN 978-3-328-60005-3.
  - Belonging. A German Reckons With History and Home. Scribner, New York 2018, ISBN 978-1-476-79662-8.
- mit Timothy Snyder (Text): Über Tyrannei. Zwanzig Lektionen für den Widerstand. C. H. Beck, München 2021, ISBN 978-3-406-77760-8.
- Diaries of War: Two Visual Accounts from Ukraine and Russia. Ten Speed Graphic/Penguin Random House 2023, ISBN 978-1-984-86243-3. 
  - Im Krieg. Zwei illustrierte Tagebücher aus Kiew und St. Petersburg. Penguin Random House, München 2024, ISBN 978-3-328-60325-2.